# Andrij Sapuha
Andrij Mychajłowycz Sapuha, ukr. Андрій Михайлович Сапуга, ros. Андрей Михайлович Сапуга, Andriej Michajłowicz Sapuga (ur. 4 października 1976 we wsi Tejsarów w obwodzie lwowskim) – ukraiński piłkarz, grający na pozycji obrońcy, a wcześniej pomocnika, trener piłkarski.

## Kariera piłkarska

### Kariera klubowa
Wychowanek Internatu Sportowego we Lwowie. Pierwszy trener Lew Browarski. W 1993 rozpoczął karierę piłkarską w Karpatach Lwów, ale po 2 meczach w czerwcu 1993 przeniósł się do Hazowyka Komarno, który w następnym sezonie zmienił nazwę na Skała Stryj. W 1994 wyjechał do USA, gdzie występach w zespole Tryzub Filadelfia. Na początku 1995 powrócił do Karpat. W 1998 został zaproszony do Torpeda Moskwa, skąd był wypożyczony do klubów Lokomotiw Niżny Nowogród i Gazowik-Gazprom Iżewsk. Latem 2002 ponownie wrócił do Karpat. W rundzie wiosennej sezonu 2003/04 wzmocnił skład Zakarpattia Użhorod. W 2006 przez problemy finansowe klubu kontrakt został anulowany i piłkarz ponownie wyjechał do Rosji, gdzie bronił barw klubu Fakieł Woroneż. W 2007 powrócił do Lwowa, gdzie został piłkarzem FK Lwów. Kiedy klub postanowił odmłodzić skład, był zmuszony zmienić klub na rosyjski Mietałłurg-Kuzbass Nowokuźnieck, w którym zakończył karierę piłkarską w wieku 32 lat.

## Kariera trenerska
Po zakończeniu kariery piłkarskiej od lata 2009 pomagał trenować FK Lwów.

## Sukcesy i odznaczenia

### Sukcesy klubowe
- brązowy medalista Mistrzostw Ukrainy: 1998
- brązowy medalista Mistrzostw Rosji: 2000